# アウトストラーダ A50
アウトストラーダ A50は、ミラノ西環状線とも呼ばれる、イタリアのラッコルド・アウトストラダーレである。ミラノ郊外部分を北西から南東に通っている。この道路は、ミラノ・セッラヴァッレ - ミラノ環状線会社により管理されている。
A51(ミラノ東環状線)、A58(ミラノ東外環状線)、A52(ミラノ北環状線)、と共に、ひとつの都市全体を囲う環状線としてはイタリア最大であり、その総延長は100キロメートル(以降 km と表記する)を超える。三つの環状線に加えて、A1とA4のミラノ都市部の区間を加えてミラノ全体を囲む都市部のアウトストラーダシステムを構築する。このアウトストラーダ区間の交通量は、1日あたり約25万台である。

## 歴史
ミラノ西環状線は、かつてアウトストラーダ・セッラヴァッレ・ミラノ・ポンテ・キアッソ株式会社と呼ばれていたアウトストラーダのコンセッション会社が手がけた2番目に大規模な工事により建設された道路であり、ミラノの最初の環状線である。
1965年に着工し、1968年に完成している。最初は、片側2車線および緊急車線の構成で建設されたが、1980年代の初頭の工事により南北それぞれ3車線化された。
この道路の最大の目的は、ミラノに直接接続するアウトストラーダを造り、市内を通過する大量の交通を回避させることであった。そしてまた、リグーリア州の工業地帯や南イタリアをヨーロッパとシームレスに接続するというコンセッション会社の計画の一部だった。
この環状線のA7とA1を接続する最後の区間は1968年4月11日に開通した。

## 現在の状況
A50の全長は31.5 km である。その起点はローのA8との接続部であり、テッラツァーノ本線料金所があるところである。この道路は、屈曲した経路をとり南に向かい、A4とのジャンクションがあるペーロを通り抜ける。アッサーゴで、A7と交差し、サン・ジュリアーノ・ミラネーゼでA1に接続して、この道路は終わる。
全部で12の出入口があり、主要な一般道(国道494号線、国道11号パダーナ・スーペリオーレ線、国道35号デイ・ジオーヴイ線など)に接続している。
A50の乗用車の最高許容速度は90キロメートル毎時(以後 km/h と表記する)である。
近年ではこの道路はミラノ都市圏の道路網の不可欠な一部分になっている。

## 行程
| TANGENZIALE OVEST DI MILANO |      |                                                                               |      |      |      |                |
| 出口番号                    | 種別 | 方面                                                                          | ↓km↓ | ↑km↑ | 地域 | 欧州自動車道路 |
|                             |      | Varese                                                                        | 0.0  | 31.8 | MI   |                |
|                             |      | Terrazzano本線料金所                                                          | 0.8  | 31.0 | MI   |                |
|                             |      | "Rho Ovest"サービスエリア                                                     | 1.2  | --   | MI   |                |
|                             |      | del Sempione tangenziale nord - Pero - Fiera di Milano MM1 Rho Fieramilano    | 2.5  | 29.3 | MI   |                |
|                             |      | Torino - Trieste                                                              | 4.0  | 27.8 | MI   |                |
|                             |      | Rho Cascina Ghisolfa 出口はジェノヴァ - ボローニャ方面のみ                    | 5.0  | --   | MI   |                |
|                             |      | Padana Superiore Milano Gallaratese MM1 Molino Dorino                         | 6.0  | 25.8 | MI   |                |
|                             |      | Settimo Milanese Milano San Siro Stadio Giuseppe Meazza Fiera Milanocity      | 7.0  | 24.8 | MI   |                |
|                             |      | Cusago Milano Baggio MM1 Bisceglie                                            | 10.5 | 21.3 | MI   |                |
|                             |      | "Muggiano"サービスエリア                                                      | 11.9 | 19.9 | MI   |                |
|                             |      | Nuova Vigevanese Milano Lorenteggio Abbiategrasso - Vigevano - Cesano Boscone | 14.0 | 17.8 | MI   |                |
|                             |      | Corsico - Gaggiano Trezzano sul Naviglio - Buccinasco                         | 15.0 | 16.8 | MI   |                |
|                             |      | "Assago ovest"サービスエリア 上下線統合施設であり、方向転換可能               | 19.0 | 12.7 | MI   |                |
|                             |      | Genova Assago MM2 Famagosta                                                   | 20.0 | 11.8 | MI   |                |
|                             |      | dei Giovi Pavia - Rozzano                                                     | 21.0 | 10.8 | MI   |                |
| BIS                         |      | Rozzano/Quinto de' Stampi Milano Gratosoglio                                  | 23.8 | 8.0  | MI   |                |
|                             |      | "Rozzano est"サービスエリア                                                   | --   | 7.3  | MI   |                |
|                             |      | della Val Tidone Opera - Locate Triulzi                                       | 26.0 | 5.8  | MI   |                |
|                             |      | "San Giuliano"サービスエリア                                                  | 29.4 | 2.4  | MI   |                |
|                             |      | Bologna Tangenziale Est                                                       | 31.8 | 0.0  | MI   |                |